# MTV Movie Award a legjobb feltörekvő rendezőnek
Ez a szócikk az MTV Movie Award a legjobb feltörekvő rendezőnek járó díj díjazottjainak listáját tartalmazza. Ebben a kategóriában 1992-től 2002-ig adtak át díjat.

## Győztesek és jelöltek

### 1990-es évek
| Év                 | Rendező | Rendező         | Magyar cím                                | Eredeti cím                         |
| ------------------ | ------- | --------------- | ----------------------------------------- | ----------------------------------- |
| 1992 (1. díjátadó) |         | John Singleton  | Fekete vidék                              | Boyz n the Hood                     |
| 1993 (2. díjátadó) |         | Carl Franklin   | Egy rossz lépés                           | One False Move                      |
| 1994 (3. díjátadó) |         | Steven Zaillian | A bajnok                                  | Searching for Bobby Fischer         |
| 1995 (4. díjátadó) |         | Steve James     | Kosaras álmok                             | Hoop Dreams                         |
| 1996 (5. díjátadó) |         | Wes Anderson    | Petárda                                   | Bottle Rocket                       |
| 1997 (6. díjátadó) |         | Doug Liman      | Bárbarátok                                | Swingers                            |
| 1998 (7. díjátadó) |         | Peter Cattaneo  | Alul semmi                                | The Full Monty                      |
| 1999 (8. díjátadó) |         | Guy Ritchie     | A Ravasz, az Agy és két füstölgő puskacső | Lock, Stock and Two Smoking Barrels |

### 2000-es évek
| Év                  | Rendező | Rendező           | Magyar cím             | Eredeti cím          |
| ------------------- | ------- | ----------------- | ---------------------- | -------------------- |
| 2000 (9. díjátadó)  |         | Spike Jonze       | A John Malkovich menet | Being John Malkovich |
| 2001 (10. díjátadó) |         | Sofia Coppola     | Öngyilkos szüzek       | The Virgin Suicides  |
| 2002 (11. díjátadó) |         | Christopher Nolan | Mementó                | Memento              |